# Autorité indépendante d'examen des plaintes en matière de radio-télévision
 (février 2022).
Si vous disposez d'ouvrages ou d'articles de référence ou si vous connaissez des sites web de qualité traitant du thème abordé ici, merci de compléter l'article en donnant les références utiles à sa vérifiabilité et en les liant à la section « Notes et références ».
L’Autorité indépendante d’examen des plaintes en matière de radio-télévision (AIEP) (en allemand Unabhängige Beschwerdeinstanz für Radio und Fernsehen UBI ; en italien Autorità indipendente di ricorso in materia radiotelevisiva AIRR ; en romanche Autoritad da recurs independenta davart radio e televisiun AIRR ; en anglais Independent Complaints Authority for Radio and Television ICA) est une autorité de la Confédération suisse dont l’organisation est comparable à celle d’un tribunal. Sur le plan administratif, l’AIEP est rattachée au Secrétariat général du Département fédéral de l'environnement, des transports, de l'énergie et de la communication (DETEC) et fait partie des autorités de régulation des infrastructures.  
L’AIEP existe depuis 1984. Le Parlement voulait confier la surveillance des contenus des programmes de radio et de télévision à une autorité indépendante. L’AIEP ne peut intervenir que sur plainte et non d’office.  
Les bases légales régissant les activités de l’AIEP se trouvent dans la Constitution fédérale (art. 93, al. 5), dans la loi fédérale sur la radio et la télévision (art. 4 à 6 et 82 à 99), dans l’ordonnance sur la radio et la télévision (art. 75 à 77) ainsi que dans le règlement de l’AIEP.

## Tâches
L’AIEP est chargée de traiter les plaintes dirigées contre des émissions rédactionnelles de programmes de radio et de télévision nationaux, régionaux et locaux et de publications en ligne de la Société suisse de radiodiffusion et télévision (SSR). Elle doit déterminer si les publications contestées violent le droit national ou international, notamment le principe de la présentation fidèle des événements, le respect des droits fondamentaux et la protection de la jeunesse. 
L’AIEP doit également nommer et surveiller les organes de médiation des diffuseurs de radio et de télévision privés et doit remettre un rapport d’activité annuel au Conseil fédéral. 

## Procédure
Avant de pouvoir déposer plainte auprès de l’AIEP, il faut adresser une réclamation à l’organe de médiation. Les huit organes de médiation pour les diffuseurs de programmes de radio et de télévision examinent les faits et agissent comme médiateurs entre les parties concernées. Ils communiquent les résultats de leurs analyses dans un rapport. Il n’est possible de porter plainte auprès de l’AIEP que lorsque la procédure de réclamation devant l’organe de médiation est terminée. 
Sont autorisées à déposer plainte les personnes qui sont mentionnées dans les publications ou auxquelles il est fait référence d’une autre manière. Celui qui ne présente aucun lien étroit avec le sujet de la publication contestée doit recevoir le soutien de vingt autres personnes au moins (plainte populaire). 
Au terme de la procédure d’instruction, l’AIEP statue sur l’objet de la plainte dans le cadre d’une délibération en principe publique. Un recours en matière de droit public peut être formé devant le Tribunal fédéral.

## Mesures en cas de violation du droit
Si l’autorité de surveillance constate une violation du droit, elle engage une procédure en matière de mesure (art. 89 LRTV). Le diffuseur concerné doit informer l’autorité des dispositions qu’il a prises pour remédier au manquement constaté et prévenir toute nouvelle violation. Si l’AIEP considère ces dispositions comme insuffisantes, elle peut demander au DETEC de prendre des mesures. 

## Composition
L’AIEP est composée de neuf membres, lesquels exercent leur activité à titre accessoire et sont issus des quatre régions linguistiques de Suisse ainsi que d’un secrétariat, composé de trois personnes.  
Pour la période administrative 2024-2027, le Conseil fédéral a nommé les membres suivants :
- Mascha Santschi Kallay, présidente
- Catherine Müller, vice-présidente
- Yaniv Benhamou
- Philipp Eng
- Delphine Gendre
- Edy Salmina
- Reto Schlatter
- Maja Sieber
- Armon Vital

## Anciens présidents
- Oskar Reck
- Jörg Paul Müller
- Bernard Béguin
- Felix Auer
- Ursula Nordmann
- Denis Barrelet
- Roger Blum
- Vincent Augustin
- Mascha Santschi Kallay

## Plaintes notables
- Chloé Frammery[6].

### Sources
- Histoire de l’AIEP : Entre liberté des médias et protection du public, p. 45 ss, https://www.ubi.admin.ch/inhalte/pdf/Dokumentation/Artikel/Artikel_FR/UBI_Jubilaeumsbroschuere_FR.pdf
- https://www.ubi.admin.ch/fr/documentation/bases-legales/
- Banque de données des décisions : https://www.ubi.admin.ch/fr/decisions/decisions-utilisez-les-criteres-de-recherche/
- https://www.ubi.admin.ch/inhalte/pdf/Dokumentation/Artikel/Artikel_DE/medialex_3_Rieder.pdf (en allemand)
- https://www.ubi.admin.ch/fr/laiep/composition/